# KHL World Games
KHL World Games - вынесенные матчи регулярного чемпионата КХЛ, проходящие в Европе начиная с сезона 2018/2019. Проект KHL World Games был запущен в 2018 году с целью познакомить болельщиков Западной Европы с лучшими командами Лиги. Игроки СКА, ЦСКА, «Слована» и рижского «Динамо» сыграли в Вене и Цюрихе, помимо самих матчей прошли также мастер-классы для детей. Руководители Международной федерации хоккея и национальных федераций по достоинству оценили проект и выразили желание видеть матчи КХЛ у себя.

## Сезон 2018/2019
В этом сезоне матчи прошли впервые и их было четыре. Два матча прошли в Вене 26 и 28 октября на стадионе «Эрсте Банк-арена». Братиславский «Слован» принимал клубы СКА и ЦСКА. Ещё два матча прошли в швейцарском городе Цюрих на стадионе «Халленштадион» 26 и 28 ноября. Тогда рижское «Динамо» принимало те же команды: петербургский СКА и московский ЦСКА.
| 26 октября 2018 | Слован | 0:9 (0:4, 0:3, 0:2) | ЦСКА | Эрсте Банк-арена, Вена Зрителей: 5543 |

| Отчёт  | Отчёт                                                  | Отчёт | Отчёт                       | Отчёт                             |
| ------ | ------------------------------------------------------ | --- | --------------------------- | --------------------------------- |
|        |                                                        | |                             |                                   |
|        | Марек Чильяк - 00:00-06:44 Якуб Штепанек - 06:44-60:00 | Вратари | 00:00-60:00 - Ларс Юханссон | Судьи: Роман Щенёв Александр Соин |
|        | Голы:                                                  | |                             | Судьи: Роман Щенёв Александр Соин |
|        | 0:1 0:2 0:3 0:4 0:5 0:6 0:7 0:8 0:9                    | Линден Вей (Клас Дальбек) - 00:26 Кирилл Капризов (Линден Вей, Мэт Робинсон) - 03:00 Мэт Робинсон (Янник Хансен, Сергей Андронов) - 06:44 Андрей Светлаков (Иван Телегин) - 09:07 (бол.) Сергей Андронов (Янник Хансен, Сергей Калинин) - 21:08 Максим Шалунов (Константин Окулов, Клас Дальбек) - 33:31 Линден Вей (Михаил Григоренко) - 33:48 Янник Хансен - 45:40 (бол.) Антон Слепышев (Михаил Григоренко, Алексей Марченко) - 54:20 (4х4) |                             | Судьи: Роман Щенёв Александр Соин |
|        |                                                        | |                             | Судьи: Роман Щенёв Александр Соин |
|        |                                                        | |                             | Судьи: Роман Щенёв Александр Соин |
|        |                                                        | |                             | Судьи: Роман Щенёв Александр Соин |
| 10 мин | Штраф                                                  | 16 мин |                             | Судьи: Роман Щенёв Александр Соин |
|        |                                                        | |                             |                                   |
|        | 32                                                     | Броски | 39                          |                                   |

| 28 октября 2018 | Слован | 0:7 (0:1, 0:2, 0:4) | СКА | Эрсте Банк-арена, Вена Зрителей: 5895 |

| Отчёт  | Отчёт                       | Отчёт | Отчёт | Отчёт                                |
| ------ | --------------------------- | --- | --- | ------------------------------------ |
|        |                             | | |                                      |
|        | Якуб Штепанек - 00:00-60:00 | Вратари | Магнус Хелльберг - 00:00-06:36 Магнус Хелльберг - 06:42-16:22 Магнус Хелльберг - 16:42-27:57 Магнус Хелльберг - 29:06-60:00 | Судьи: Александр Соин Виктор Гашилов |
|        | Голы:                       | | | Судьи: Александр Соин Виктор Гашилов |
|        | 0:1 0:2 0:3 0:4 0:5 0:6 0:7 | Патрик Херсли (Максим Карпов, Никита Гусев) - 07:14 (мен.) Ярно Коскиранта (Артём Земчёнок, Никита Гусев) - 32:17 Сергей Плотников (Александр Дергачёв) - 32:46 Динар Хафизуллин (Евгений Кетов, Илья Каблуков) - 40:38 Андрей Кузьменко (Александр Барабанов) - 46:39 Сергей Плотников (Максим Карпов, Никита Гусев) - 48:43 (мен.) Олег Ли (Евгений Кетов, Владислав Гавриков) - 59:38 | | Судьи: Александр Соин Виктор Гашилов |
|        |                             | | | Судьи: Александр Соин Виктор Гашилов |
|        |                             | | | Судьи: Александр Соин Виктор Гашилов |
|        |                             | | | Судьи: Александр Соин Виктор Гашилов |
| 30 мин | Штраф                       | 35 мин | | Судьи: Александр Соин Виктор Гашилов |
|        |                             | | |                                      |
|        | 14                          | Броски | 2 |                                      |

| 26 ноября 2018 | Динамо Р | 1:3 (0:1, 1:0, 0:2) | СКА | Халленштадион, Цюрих Зрителей: 4178 |

| Отчёт                                                  | Отчёт                                                               | Отчёт | Отчёт                          | Отчёт                                 |
| ------------------------------------------------------ | ------------------------------------------------------------------- | --- | ------------------------------ | ------------------------------------- |
|                                                        |                                                                     | |                                |                                       |
|                                                        | Гудлевскис Кристерс - 00:00-59:26 Гудлевскис Кристерс - 59:53-60:00 | Вратари | 00:00-60:00 - Хелльберг Магнус | Судьи: Денис Наумов Константин Оленин |
|                                                        | Голы:                                                               | |                                | Судьи: Денис Наумов Константин Оленин |
| Кевин Кларк (Брэндон Макмиллан, Колтон Гиллис) - 38:02 | 0:1 :1 1:2 1:3                                                      | Николай Прохоркин (Василий Токранов, Никита Гусев) - 04:33 Павел Дацюк (Никита Гусев, Максим Карпов) - 42:51 Александр Барабанов (Андрей Зубарев) - 59:53 (en) |                                | Судьи: Денис Наумов Константин Оленин |
|                                                        |                                                                     | |                                | Судьи: Денис Наумов Константин Оленин |
|                                                        |                                                                     | |                                | Судьи: Денис Наумов Константин Оленин |
|                                                        |                                                                     | |                                | Судьи: Денис Наумов Константин Оленин |
| 2 мин                                                  | Штраф                                                               | 33 мин |                                | Судьи: Денис Наумов Константин Оленин |
|                                                        |                                                                     | |                                |                                       |
|                                                        | 22                                                                  | Броски | 32                             |                                       |

| 28 ноября 2018 | Динамо Р | 0:5 (0:2, 0:1, 0:2) | ЦСКА | Халленштадион, Цюрих Зрителей: 4698 |

| Отчёт  | Отчёт                       | Отчёт | Отчёт                       | Отчёт |
| ------ | --------------------------- | --- | --------------------------- | ----- |
|        |                             | |                             |       |
|        | Билялов Тимур - 00:00-60:00 | Вратари | 00:00-60:00 - Юханссон Ларс |       |
|        | Голы:                       | |                             |       |
|        | 0:1 0:2 0:3 0:4 0:5         | Константин Окулов (Михаил Науменков) - 12:07 Кирилл Капризов (Максим Шалунов) - 16:30 (мен.) Никита Нестеров (Михаил Григоренко, Артём Блажиевский) - 38:33 Артём Блажиевский (Кирилл Капризов) - 40:29 Янник Хансен - 49:35 |                             |       |
|        |                             | |                             |       |
|        |                             | |                             |       |
|        |                             | |                             |       |
| 16 мин | Штраф                       | 36 мин |                             |       |
|        |                             | |                             |       |
|        | 4                           | Броски | 10                          |       |

## Сезон 2019/2020
На данный момент известно о одном выездном матче в этом сезоне - это зелёное дерби Ак Барс - Салават Юлаев, которое прошло 23 декабря 2019 года в швейцарском Давосе. 26 декабря на этой же арене начался Кубок Шпенглера 2019, в котором участвовал Салават Юлаев.
| 23 декабря 2019 21:30 | Салават Юлаев | 4:3 (ОТ) (2:2, 1:1, 0:0, 1:0) | Ак Барс | Айсштадион Давос, Давос Зрителей: 4527 |

| Отчёт | Отчёт                       | Отчёт | Отчёт                        | Отчёт                                                   |
| --- | --------------------------- | --- | ---------------------------- | ------------------------------------------------------- |
| |                             | |                              |                                                         |
| | Андрей Кареев - 00:00-60:10 | Вратари | 00:00-60:10 - Адам Рейдеборн | Судьи: Сергей Беляев (Россия) Евгений Ромасько (Россия) |
| | Голы:                       | |                              | Судьи: Сергей Беляев (Россия) Евгений Ромасько (Россия) |
| Линус Умарк (Алексей Семёнов, Никита Сошников) - 07:11 Дмитрий Кугрышев (Александр Кадейкин) - 08:15 Эдуард Гиматов (Линус Умарк, Никита Сошников) - 32:13 (бол.) Филип Ларсен (Линус Умарк, Теэму Хартикайнен) - 60:10 (3x3) | 0:1 :1 2:1 2:2 2:3 :3 4:3   | Мэтт Фрэттин (Виктор Тихонов, Альберт Яруллин) - 03:01 Виктор Тихонов (Альберт Яруллин, Патрис Кормье) - 12:16 (мен.) Альберт Яруллин (Кирилл Петров) - 20:09 |                              | Судьи: Сергей Беляев (Россия) Евгений Ромасько (Россия) |
| |                             | |                              | Судьи: Сергей Беляев (Россия) Евгений Ромасько (Россия) |
| |                             | |                              | Судьи: Сергей Беляев (Россия) Евгений Ромасько (Россия) |
| |                             | |                              | Судьи: Сергей Беляев (Россия) Евгений Ромасько (Россия) |
| 28 мин | Штраф                       | 32 мин |                              | Судьи: Сергей Беляев (Россия) Евгений Ромасько (Россия) |
| |                             | |                              |                                                         |
| | 8                           | Броски | 8                            |                                                         |

## Сезон 2021/2022
| 3 декабря 2021 16:15 | Авангард | 1 : 3 (0:0, 0:1, 1:2) | Ак Барс | Coca-Cola Arena, Дубай Зрителей: 5150 |

| Отчёт                                                            | Отчёт           | Отчёт | Отчёт         | Отчёт                                                                                 |
| ---------------------------------------------------------------- | --------------- | --- | ------------- | ------------------------------------------------------------------------------------- |
|                                                                  |                 | |               |                                                                                       |
|                                                                  | Шимон Грубец    | Вратари | Тимур Билялов | Судьи: Сергей Кулаков Константин Оленин Линейные судьи: Никита Шалагин Сергей Шелянин |
|                                                                  | Голы:           | |               | Судьи: Сергей Кулаков Константин Оленин Линейные судьи: Никита Шалагин Сергей Шелянин |
| Никита Сошников (бол.) — 54:31 (Николай Прохоркин, Иван Телегин) | 0:1 0:2 0:3 1:3 | Артём Галимов — 30:06 (Никита Дыняк, Роман Рукавишников) Стивен Кампфер — 43:21 (Пэр Линдхольм, К.Панюков ) Михаил Глухов — 48:16 (Артём Лукоянов) |               | Судьи: Сергей Кулаков Константин Оленин Линейные судьи: Никита Шалагин Сергей Шелянин |
|                                                                  |                 | |               | Судьи: Сергей Кулаков Константин Оленин Линейные судьи: Никита Шалагин Сергей Шелянин |
|                                                                  |                 | |               | Судьи: Сергей Кулаков Константин Оленин Линейные судьи: Никита Шалагин Сергей Шелянин |
|                                                                  |                 | |               | Судьи: Сергей Кулаков Константин Оленин Линейные судьи: Никита Шалагин Сергей Шелянин |
| 10 мин                                                           | Штраф           | 12 мин |               | Судьи: Сергей Кулаков Константин Оленин Линейные судьи: Никита Шалагин Сергей Шелянин |
|                                                                  |                 | |               |                                                                                       |
|                                                                  | 25              | Броски | 25            |                                                                                       |

## Сезон 2024/2025
| 22 декабря 2024 16:15 | Динамо (Минск) | 2 : 3 ОТ (1:1, 0:0, 1:1, 0:1) | Спартак | Хумо Арена, Ташкент Зрителей: 9405 |

| Отчёт | Отчёт | Отчёт | Отчёт | Отчёт |
| ----- | ----- | ----- | ----- | ----- |
|       |       |       |       |       |
|       |       |       |       |       |
|       |       |       |       |       |
|       |       |       |       |       |
|       |       |       |       |       |
|       |       |       |       |       |
|       |       |       |       |       |
|       |       |       |       |       |
|       |       |       |       |       |

## Посещаемость матчей

### По командам
| М | Команда        | Игры | Суммарная посещаемость | Средняя посещаемость | Максимальная посещаемость |
| - | -------------- | ---- | ---------------------- | -------------------- | ------------------------- |
| 1 | Слован         | 2    | 11438                  | 5719                 | 5895 (СКА)                |
| 2 | ЦСКА           | 2    | 10241                  | 5121                 | 5543 (Слован)             |
| 3 | СКА            | 2    | 10073                  | 5037                 | 5895 (Слован)             |
| 4 | Салават Юлаев  | 1    | 4527                   | 4527                 | 4527 (Ак Барс )           |
| 4 | Ак Барс        | 1    | 4527                   | 4527                 | 4527 (Салават Юлаев)      |
| 5 | Динамо Р       | 2    | 8876                   | 4438                 | 4698 (ЦСКА)               |
| 6 | Динамо (Минск) | 1    | 9405                   | 9405                 | 9405 (Спартак)            |
| 7 | Спартак        | 1    | 9405                   | 9405                 | 9405 (Динамо (Минск))     |

Места определяются по средней посещаемости, округлённой до целого числа.
Данные на 24 декабря 09:30 (UTC)

### По стадионам
| М | Стадион          | Игры | Суммарная посещаемость | Средняя посещаемость | Максимальная посещаемость     |
| - | ---------------- | ---- | ---------------------- | -------------------- | ----------------------------- |
| 1 | Эрсте Банк-арена | 2    | 11438                  | 5719                 | 5895 (Слован-СКА )            |
| 2 | Айсштадион Давос | 1    | 4527                   | 4527                 | 4527 (Салават Юлаев-Ак Барс)  |
| 3 | Халленштадион    | 2    | 8876                   | 4438                 | 4698 (Динамо Р-ЦСКА)          |
| 4 | Хумо Арена       | 1    | 9405                   | 9405                 | 9405 (Спартак-Динамо (Минск)) |

Места определяются по средней посещаемости, округлённой до целого числа.
Данные на 24 декабря 09:30 (UTC)